# Emmanuèle Bernheim

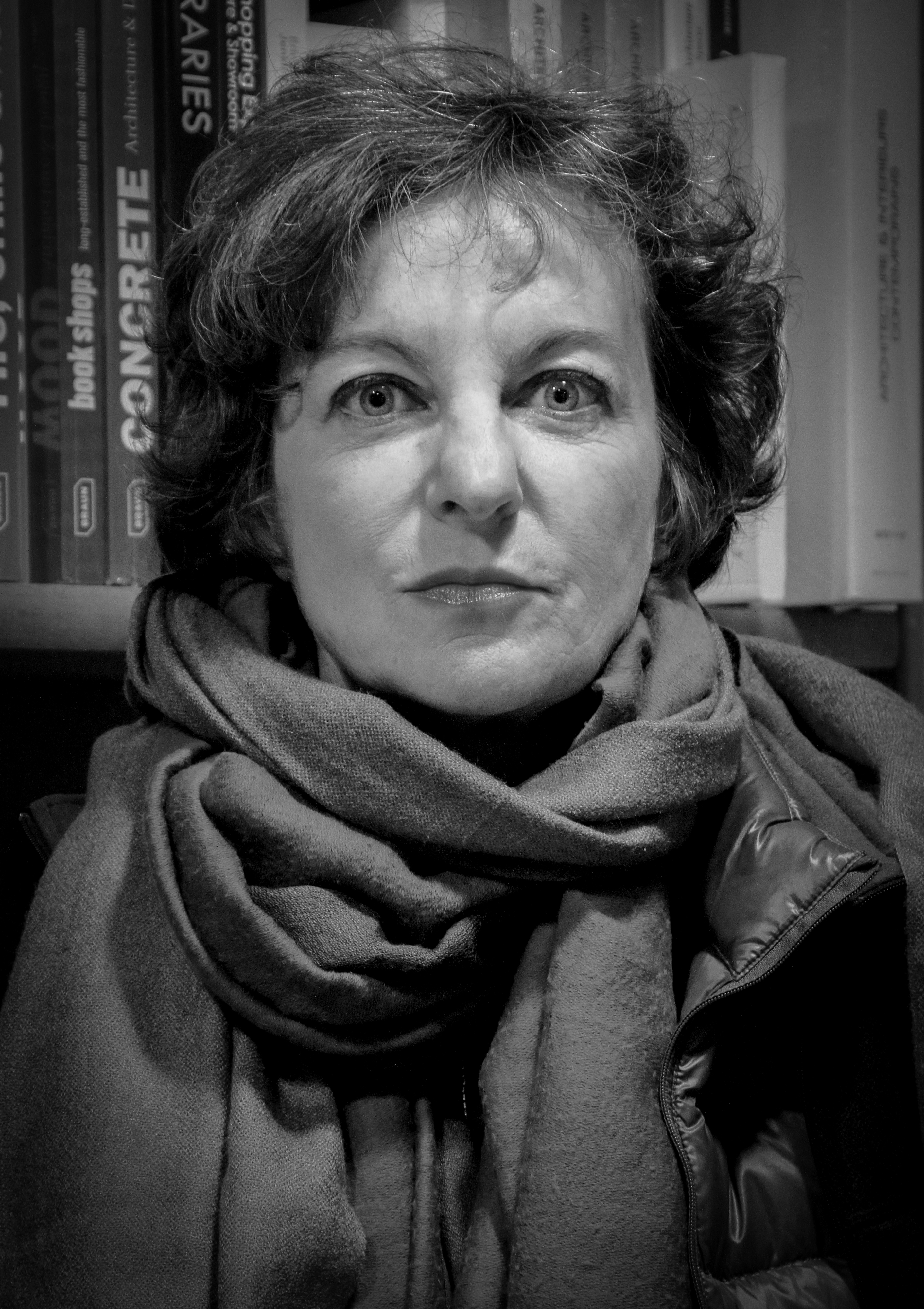
Emmanuèle Bernheim in 2013.

Emmanuèle Bernheim (Parijs, december 1955 – aldaar, 10 mei 2017) was een Franse schrijfster die in 1993 de Prix Medicis won met haar boek Sa femme. Ze schreef samen met François Ozon ook het scenario van de film Swimming Pool. Bernheim woonde in Parijs en werkte er voor de televisie.
In 1998 schreef ze, alleen deze keer, Friday Night, verfilmd door Claire Denis, met Valérie Lemercier en Vincent Lindon in de hoofdrol. Michel Houellebecq werkte ook samen met haar aan een filmbewerking van 'Plateforme'. In 2013 publiceerde ze bij Gallimard Tout s’est bien passé, een verhaal over haar vader die ze bijstond in de laatste dagen van zijn leven. Voor dit laatste werk werd zij genomineerd voor de Prix Orange du Livre.
Ze overleed aan kanker op 61-jarige leeftijd.

## Romans
- Le Cran d'arrêt, Parijs, Denoël, 1985
- Un couple, Parijs, Gallimard, 1987
- Sa femme, Parijs, Gallimard, 1993 – Prix Médicis 1993
- Vendredi soir, Parijs, Gallimard, 1998
- Stallone, Parijs, Gallimard, 2002
- Tout s'est bien passé, Parijs, Gallimard, 2013

## Filmografie
als scenarist
- Le Mouchoir de Joseph (televisiefilm van Jacques Fansten, 1988)
- L'Autre Nuit van Jean-Pierre Limosin (1988)
- Lucas (televisiefilm) van Nadine Trintignant (1993)
- Sans mentir (televisiefilm) van Joyce Buñuel (1996)
- Sous le sable van François Ozon (2000)
- Vendredi soir van Claire Denis (2002)
- Swimming Pool van François Ozon (2003)
- 5x2 van François Ozon (2004)
- Les Invisibles van Thierry Jousse (2005)

- Bibsys: 90753215
- Biblioteca Nacional de España: XX855525
- Bibliothèque nationale de France: cb118915663 (data)
- CiNii: DA07878294
- Gemeinsame Normdatei: 128353155
- International Standard Name Identifier: 0000 0001 0874 3712
- Library of Congress Control Number: n89604392
- Nationale Bibliotheek van Letland: 000015630
- Bibliotheek van het Japanse parlement: 00547901
- Nationale Bibliotheek van Tsjechië: jo20010094237
- Nationale Bibliotheek van Israël: 987007447456405171
- Nederlandse Thesaurus van Auteursnamen: 073262412
- Système universitaire de documentation: 026722828
- Virtual International Authority File: 17219105
- WorldCat: E39PBJdx8hgdvvxf7VqHM6BF8C